# 18430 Balzac
18430 Balzac este o planetă minoră (asteroid), cu un diametru de 3,582 km, din centura de asteroizi. A fost descoperită pe 14 ianuarie 1994 la Thüringer Landessternwarte Tautenburg⁠(d) de Freimut Börngen și a fost numită după Honoré de Balzac. 
Obiectul prezintă o orbită caracterizată de o semiaxă mare de 2,3914699 UAi, o excentricitate de 0,1, o înclinație de 6,61832 ° în raport cu ecliptica.